# Hans-Joachim Dobberkau
Hans-Joachim Dobberkau (* 5. April 1933 in Goldbeck; † 11. Juli 2018) war ein deutscher Mediziner.

## Leben
Nachdem Dobberkau 1951 in Stendal sein Abitur gemacht hatte, studierte er an der Humboldt-Universität in Berlin Medizin und approbierte 1956. Zwei Jahre später promovierte er. 
Dobberkau leitete von 1972 bis 1990 das Forschungsinstitut für Hygiene und Mikrobiologie (FHM) in Bad Elster. Unter seiner Leitung wurde mehrerer Referenzlabore für Desinfektion, Sterilisation und Wasserhygiene errichtet; seit 1987 ist das FHM Kooperationszentrum der Weltgesundheitsorganisation (WHO) für medizinische Aspekte des Umweltschutzes.